# PLKS Pszczyna
PLKS Pszczyna – polski, drugoligowy kobiecy klub siatkarski z Pszczyny. 
W sezonie 2020/21 nie zgłosił akcesu do rozgrywek II ligi. 